# Wronin (gromada)
Wronin – dawna gromada, czyli najmniejsza jednostka podziału terytorialnego Polskiej Rzeczypospolitej Ludowej w latach 1954–1972.
Gromady, z gromadzkimi radami narodowymi (GRN) jako organami władzy najniższego stopnia na wsi, funkcjonowały od reformy reorganizującej administrację wiejską przeprowadzonej jesienią 1954 do momentu ich zniesienia z dniem 1 stycznia 1973, tym samym wypierając organizację gminną w latach 1954–1972.
Gromadę Wronin z siedzibą GRN we Wroninie utworzono – jako jedną z 8759 gromad na obszarze Polski – w powiecie kozielskim w woj. opolskim, na mocy uchwały nr VII/22/54 WRN w Opolu z dnia 4 października 1954. W skład jednostki weszły obszary dotychczasowych gromad Wronin, Dziełów, Witosławice, Grzędzin, Łaniec, Koza i Mierzęcin ze zniesionej gminy Polska Cerekiew w tymże powiecie oraz Jastrzębie ze zniesionej gminy Krowiarki w powiecie raciborskim w tymże województwie. Dla gromady ustalono 26 członków gromadzkiej rady narodowej.
31 grudnia 1961 z gromady Wronin wyłączono wieś Koza, włączając ją do gromady Maciowakrze w tymże powiecie.
1 stycznia 1969 do gromady Wronin włączono wsie Szczyty i Koza ze zniesionej gromady Maciowakrze w tymże powiecie.
Gromada przetrwała do końca 1972 roku, czyli do kolejnej reformy gminnej.